# George W. Flynn
George William Flynn est un physicien chimiste américain né le 11 juillet 1938 à Hartford et mort le 8 janvier 2020 à Charlotte.

## Biographie
George W. Flynn obtient son baccalauréat ès sciences à l'Université Yale en 1960 et sa maîtrise en 1962 ; il obtient son Ph. D. en physique chimique à l'Université Harvard en 1965 sous la direction de John D. Baldeschwieler et Edgar Bright Wilson Jr.. Il travaille ensuite comme postdoc au Massachusetts Institute of Technology jusqu'en 1966. En 1967, il commence à travailler à l'Université Columbia. En 1976, il y est nommé professeur titulaire et, en 1979, il devient directeur du laboratoire de radiation de l'université. Il est en poste à l'Université Columbia jusqu'à sa retraite en 2015.

## Recherche
À l'Université Columbia, George Flynn et son groupe ont réalisé des expériences de spectroscopie laser pour étudier la redistribution de l'énergie de vibration quantique au sein de molécules seules et le transfert d'énergie entre molécules en collision. En collaboration avec Norman Sutin du Brookhaven National Laboratory, Flynn et Sutin ont mis au point des méthodes laser pour mesurer les taux de réaction en solution. Il a également utilisé le microscope à effet tunnel pour étudier l'auto-assemblage de molécules sur des surfaces et sur d'autres interfaces.

## Distinctions
Flynn est lauréat du prix Mark Van Doren (2003), du prix Herbert P. Broida (2003), du prix E. Bright Wilson en spectroscopie (2010) et du prix Irving Langmuir (2018). Il a été élu à l'Académie américaine des arts et des sciences en 1997 et à l'Académie nationale des sciences en 2001.

## Notices biographiques
- Tinsley H. Davis, « Biography of George W. Flynn », Proceedings of the National Academy of Sciences of the United States of America, vol. 15, no 102,‎ avril 2005, p. 5312–5314 (10.1073/pnas.0500648102).
- « Georges W. Flynn Obituary », sur New York Times, 26 janvier 2020.